# En säng av rosor
En säng av rosor är en sång skriven och komponerad av Darin Zanyar och Peter Kvint, och inspelad av Darin Zanyar. Låten utgavs för streaming från olika streamingtjänster den 7 februari 2020. Låten fanns på Svensktoppen under 48 veckor mellan 23 februari 2020 och 7 februari 2021 med första plats som bästa placering. På Digilistan låg låten som bäst på andra plats.

## Andra inspelningar
Sången har även spelats in av bland andra Newkid, Matz Bladhs (2020) och sångaren i Lasse Stefanz (Olle Jönsson) i TV's Så mycket bättre.